# Ma (cesarzowa)
Ma (chiń. 馬皇后; ur. 40, zm. 16 sierpnia 79) – znana też jako cesarzowa Mingde (明德皇后, dosłownie wyrozumiała i cnotliwa cesarzowa). Żona cesarza Chin Minga (57 – 75).

## Pochodzenie i małżeństwo
W roku 40 przyszła cesarzowa Ma urodziła się jako córka generała i przyjaciela cesarza Guangwu (25 – 57) Ma Yuana znanego ze swoich uwieńczonych sukcesem wypraw wojennych do Korei i Wietnamu, i jego żony, pani Lin. Ma Yuan był markizem ze szlachetnej, choć nie arystokratycznej rodziny.
W 49 roku wszystko się zmieniło – Ma Yuan w tym czasie walczący przeciwko plemionom Wulin (na terenach dzisiejszej prowincji Hunam) zmarł w czasie kampanii z powodu plagi dziesiątkującej jego wojsko. Po jego śmierci jeden z jego dowódców, Geng Shu, który nie zgadzał się ze strategią generała i Liang Song, zięć cesarza Guangwu zawiązali spisek, oskarżając Ma Yuana o wiele przestępstw min. o wywołanie plagi i wszczęciu tej wojny dla zdobycia bezcennych pereł znajdowanych na tamtejszych wybrzeżach i rogów nosorożców (uważanych za najlepsze lekarstwo na wszystkie choroby i odtrutkę na większość trucizn), które miał zgromadzić o olbrzymich ilościach i wysyłać w wielkich paczkach do swojej rezydencji w Luoyangu. Cesarz Guangwu uwierzył w te oskarżenia i pośmiertnie odebrał Ma Yuanowi tytuły i pozbawił jego rodzinę źródeł dochodu.

## Żona następcy tronu
Inne rody szlacheckie zaczęły odsuwać się od rodziny Ma do tego stopnia, że gdy przyszła cesarzowa miała wyjść za mąż za chłopca z rodu Dou, jego rodzice odmówili, motywując to tym, że Ma nie jest odpowiednią kandydatką na żonę ich syna. Kuzyn dziewczyny, Ma Yan i jej matka pani Lin wściekli na ród Dou postanowili anulować zaręczyny i wydać dziewczynę za następcę tronu, Liu Zhuanga.
Jako konkubina następcy tronu młoda Ma była znana z przywiązania do cesarzowej wdowy Yin Lihua i szybko została jej ulubienicą. Ma miała również dobre kontakty z innymi konkubinami następcy tronu, a z niektórymi z nich łączyła ją serdeczna przyjaźń do końca życia. Wskutek tego stała się ukochaną żoną następcy tronu – jedną z jej największych zalet była dobroć – w rzeczy samej postarała się o znalezienie kolejnych konkubin dla męża, z których wiele znacznie przewyższało ją urodą. Powodem, dla którego musiała ich szukać była zbyt mała liczba synów następcy tronu – co w ówczesnych czasach było uważane za zaletę.
Sama konkubina Ma była bezdzietna. Córka jej starszej siostry, konkubina Jia, która również była konkubiną następcy tronu, urodziła mu syna nazywanego Liu Da, którego na życzenie męża konkubina Ma adoptowała. Wychowywała go z troską i taką miłością, że książę myślał, że jest ona jego matką.

## Cesarzowa
W 57 roku cesarz Guangwu zmarł, a następca tronu wstąpił na tron pod imieniem cesarza Minga. Konkubina Ma została najpierw cesarską konkubiną, a w trzy lata później cesarzową. Książę Liu Da został następcą tronu. Jako cesarzowa Ma była opisywana jako pokorna i nieprzepadająca za oficjalnymi uroczystościami kobieta, uwielbiająca zacisze domowe i uwielbiająca czytanie władczyni. Często nosiła proste szaty z białego jedwabiu bez naszyć i zdobień tak, że pałacowe konkubiny i księżniczki były zaskoczone jej skromnością i oszołomione nią. Cesarz Ming często omawiał z nią ważne sprawy wagi państwowej, kiedy nie mógł podjąć szybkiej decyzji. Cesarzowa wyciągała wnioski z tego co usłyszała i zawsze dawała mężowi dobre, wyważone rady. Jedną z rzeczy jakie były dla niej znamienne jest to, że nigdy nie prosiła męża o zaszczyty i posady dla braci i kuzynów, za co była bezwarunkowo kochana i szanowana przez cesarza.
W 71 roku po wyjściu na jaw spisku brata cesarza, Liu Yinga, księcia Chu wiadomo, że cesarzowa Ma prosiła go wielokrotnie o darowanie życia całkowicie nieznanym sobie osobom, mimo że cesarz Ming podejrzewał o zdradę wszystkich proszących o łaskę dla spiskowców, często dzięki wstawiennictwu żony ułaskawiał rebeliantów.
W roku 72, kiedy cesarz nadawał swoim synom tytuły książęce i ziemie, dawał im relatywnie małe i ubogie księstwa. Cesarzowa zaprotestowała – nie była w stanie zrozumieć dlaczego ziemie każdego z jej pasierbów są o połowę mniejsze od dominiów jakie nadał swoim dzieciom cesarz Guangwu. Cesarz Ming odpowiedział, że jego synowie nie są równi synom jego ojca, zaś cesarzowa przyznała mu rację.

## Cesarzowa wdowa
Kiedy w 75 roku cesarz Ming zmarł, a następca tronu wstąpił na tron pod imieniem cesarza Zhanga (75 – 88),  jego macocha otrzymała tytuł cesarzowej wdowy.
Cesarzowa wdowa nadal była znana ze swojego humanitaryzmu, litości i dobrego osądu – kiedy młody cesarz, który był blisko związany ze swoimi wujami – braćmi cesarzowej wdowy Ma: Ma Liao, Ma Fangiem i Ma Guangiem – chciał nadać im tytuły szlacheckie, ziemię i bogato ich wyposażyć, cesarzowa wdowa poprosiła by robił to stopniowo by nie wzbudzać w nikim zawiści. Wszyscy trzej jej bracia zostali wysokimi urzędnikami i naprawdę przysłużyli się cesarstwu, więc kiedy cesarz chciał nadać im tytuły markizów, cesarzowa wdowa odmówiła – porównując tę sytuację do słów cesarza Minga mówiącego, że jego synowie nie są równi synom jego ojca – Ma nie mogła pozwolić by jej bracia stali się równi braciom cesarzowej Guo (matki jej męża). Nakazała braciom przenieść się na lokalne placówki i nie pozwoliła nadawać członkom swojej rodziny tytułów, na które nie zasłużyli. Jeśli któryś z jej krewnych postępował w sposób niegodny, rozpustny lub okrutny, cesarzowa wdowa skazywała go na wygnanie i usuwała jego imię ze spisów członków szlachetnych rodów.
Cesarzowa wdowa Ma otworzyła również zakład tkacki i założyła ogród morwowy, w którym żyły jedwabniki, co w późniejszych latach przynosiło ogromny zysk rodowi cesarskiemu. W wolnym czasie dyskutowała z cesarzem na temat spraw wagi państwowej i czytała jego synom klasyków konfucjańskich.
W 79 roku pomimo sprzeciwów cesarzowej wdowy, cesarz Zhang mianował jej wujów markizami, jednak pod naciskiem macochy zmusił ich do rezygnacji z urzędów państwowych.
Pod koniec tego roku cesarzowa wdowa Ma zmarła. Została pochowana obok swojego męża.